# Коміто

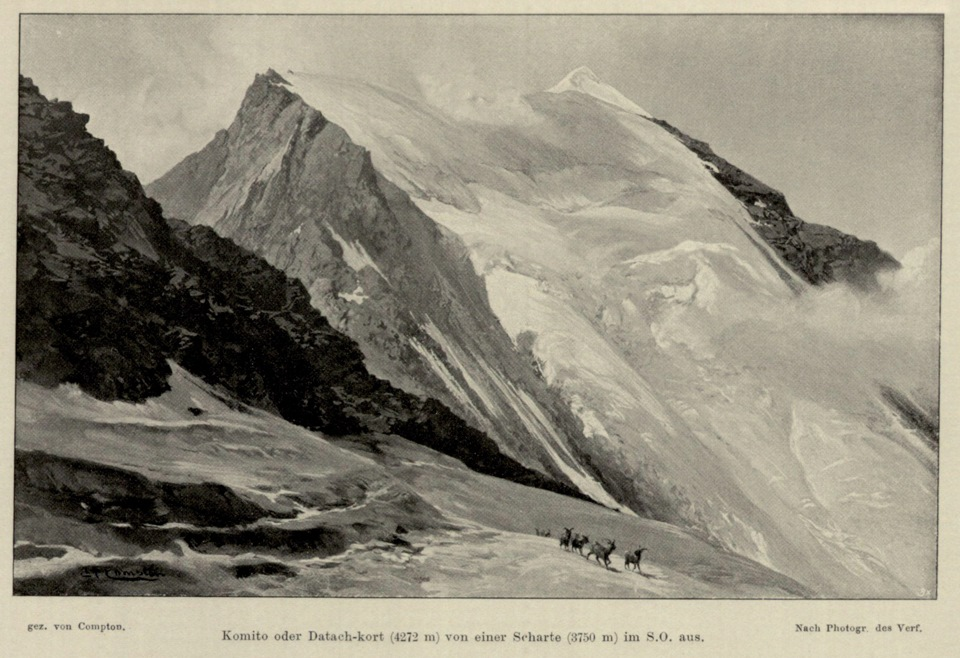
Datach-kort (1892)

Коміто (груз. ქომიტო, чеч. Даттах-Корта) — гірська вершина в Чечні на кордоні з Шаройським районом Чечні. Висота над рівнем моря становить 4261 м.

## Ресурси Інтернету
- Весь Кавказ — Библиотека — Г. Анохин. Восточный Кавказ — По Чечено-Тушетскому региону [Архівовано 19 січня 2012 у Wayback Machine.]
- Природа Чечни. " CHECHEN.ORG [Архівовано 26 жовтня 2010 у Wayback Machine.]
- Грузинська радянська енциклопедія, 3 том, 551 с., 1978 рік.
- Снеговой хребет (рос.)

## Виноски
1. ↑  Diklos-mta, Georgia/Russia (англ.). Peakbagger.com[d]. Процитовано 3 квітня 2015.
2. ↑  ქომიტო - უნივერსალური ენციკლოპედიური ლექსიკონი. www.nplg.gov.ge. Процитовано 7 березня 2024.
3. ↑  Сулейманов А. С. II часть: Горная Ингушетия (юго-западная часть), Горная Чечня (центральная и юго-восточная части) // Топонимия Чечено-Ингушетии: в IV частях (1976-1985 гг.) / Ред. А. Х. Шайхиев. — Грозный: Чечено-Ингушское книжное изд-во, 1978. — 289 с. — 5000 экз.
4. ↑  http://artofwar.ru/img/z/zagorulxko_w_a/text_0330-1/Карта%5Bнедоступне+посилання+з+жовтня+2019%5D Чечни